# Rajouka
Rajouka (biał. Раёўка; ros. Раёвка) – osiedle na Białorusi, w obwodzie mińskim, w rejonie soligorskim, w sielsowiecie Akciabr.